# Звєрев Сергій Анатолійович
Сергій Анатолійович Звєрев (нар. 19 липня 1963, Култук, Іркутська область) — російський перукар, дизайнер зачісок, візажист, стиліст, чемпіон світу з перукарського мистецтва, а також співак, шоу-мен, відомий під прізвиськами «Король Гламуру», «Мальвін». Ведучий і єдиний учасник реаліті-шоу «Повний фешн» (Муз-ТВ) і «Зірка в кубі» (MTV), «Зірки в моді» (RU.TV).
Підтримує путінський режим та війну Росії проти України.

## Життєпис
Народився в селищі Култук неподалік від Іркутська в родині залізничного слюсаря. Після трагічної загибелі батька (розбився на мотоциклі) сім'я з 4-річним Сергієм переїхала в місто Усть-Каменогорськ, Казахстан.
Сергій Звєрев мав брата Олександра (старший на 2 роки), який помер у віці 29 років від астми. З племінником Сергій підтримував стосунки, а дочка брата його розчарувала — вкравши 10 тисяч доларів, зникла в Казахстані.
У 1980-х роках проходив службу в лавах Збройних сил СРСР в Польщі, де був заступником командира взводу, секретарем комсомольської організації і дослужився до звання старшого сержанта. Був членом КПРС.
Виховує сина Сергія. Мешкає в Москві.
У 2010 Сергій записав кілька пісень із українською співачкою Іриною Білик. Разом вони беруть участь в українському телешоу «Зірка+Зірка». Обидві зірки поширюють чутки про свій роман.

## Професійна діяльність
Після переїзду в Москву працював в салоні «Велла-Долорес» Долорес Кондрашової. Пізніше став абсолютним чемпіоном Європи, Чемпіоном світу з перукарського мистецтва, Почесним професором Київського національного інституту культури і чотириразовим володарем премії «Овація».
Сергій Звєрев керує московським салоном краси «Celebrity» і є директором салону «Сергій Звєрев».
Особистий стиліст Ірини Понаровської, Алли Пугачової, Тіни Канделакі, Андрія Малахова.

## Родина
За словами С.Звєрєва він відправив трьох своїх племінників на війну проти України.
16.02.2025 року сестра С.Звєрєва повідомила що її син Андрій загинув на війні проти України.

## Дискографія
Альбоми
| Рік  | Назва         | Напрям     | Формат |
| ---- | ------------- | ---------- | ------ |
| 2008 | Звезда в шоке | поп, диско | CD     |

Сингли
- рос. Мираж, 2009)
- рос. Dolce&Gabbana (2008)
- рос. Алла (2006)
- рос. Ради тебя (2006)
- рос. Подруга любовь (2006)
- рос. Две родных души (2010, дует з Іриною Білик)
- укр. Ніч яка місячна (2010)[10]

## Фільмографія
- рос. О, счастливчик! (2009)
- рос. Самый лучший фильм 2 (2009)
- рос. Самый лучший фильм 3 (2012)